# 羅莫什
50°33′54″N 24°20′25″E / 50.56500°N 24.34028°E
羅莫什（烏克蘭語：Ромош），是烏克蘭西部的村莊，隸屬利維夫州的舍普季茨基區。該村面積0.24平方公里，海拔高度204米，2001年人口113，人口密度每平方公里470.83人。